# Oenanthe bottae
Oenanthe bottae là một loài chim trong họ Muscicapidae.